# Tabla ilustracija
Tabla ilustracija je jedan list u knjizi koji nije uključen u postojeću numeraciju strana. Na jednoj ili obe strane se nalazi ilustracija, štampana na finoj hartiji, na primer kunstdruku. Ilustracija je likovna ili grafička dopuna tekstu iliti dekorativan element u publikaciji. Posebno se obraća pažnja, tokom pečaćenja publikacija, da se ne ošteti ilustracija. Da bi se šteta izbegla, pečati se na margini odnosno poleđini strane.